# Yago Pikachu
Glaybson Yago Souza Lisboa (ur. 5 czerwca 1992 w Belém) – brazylijski piłkarz grający na pozycji prawego obrońcy w klubie Fortaleza EC do którego jest wypożyczony z Shimizu S-Pulse.